# Джус Юрій Ярославович
Ю́рій Яросла́вович Джу́с (нар. 20 квітня 1990 — 1 квітня 2023) — український військовий, солдат та історик, кавалер ордена «За мужність».

## Біографія
Народився 20 квітня 1990 у Загвізді, Івано-Франківської області, УРСР. Після закінчення школи вступив на історичний факультет Прикарпатського університету, який закінчив 2012 року. 
Працював у Загвіздянській сількій раді головним спеціалістом відділу освіти та культури. У 2012 році під керівництвом Волощука Мирослава Михайловича захистив магістерську роботу на тему: «Орден тамплієрів в Центральній Європі наприкінці ХІІ — на початку ХІV століття (на прикладі Угорщини і Польщі)». Згодом навчався на аспірантурі на цім ж факультеті, яку не завершив.
Мобілізований до лав сил оборони України після початку повномасштабного вторгнення росії в Україну в 2022 році. 
Служив у 50-му полку НГУ імені Семена Височана. Загинув 1 квітня 2023 року на Луганщині.

## Нагороди та відзнаки
- Орден «За мужність» ІІІ ступеня (посмертно).[5]
- Медаль «За заслуги перед Прикарпаттям».[3]